# Transformers 3 : La Face cachée de la Lune (jeu vidéo)
Pour le film de 2011, voir Transformers 3.
 (novembre 2018).
Si vous disposez d'ouvrages ou d'articles de référence ou si vous connaissez des sites web de qualité traitant du thème abordé ici, merci de compléter l'article en donnant les références utiles à sa vérifiabilité et en les liant à la section « Notes et références ».
Transformers 3 : La Face cachée de la Lune (Transformers: Dark of the Moon) est un jeu vidéo de tir à la troisième personne développé par High Moon Studios et édité par Activision en 2011 sur PlayStation 3 et Xbox 360.

Parallèlement, Behaviour Interactive a développé une autre version pour Wii sous-titré Edition Stealth Force, ainsi qu'une seconde pour Nintendo DS et 3DS.
Le jeu est basé sur le film Transformers 3 sorti la même année.

## Système de jeu
L'histoire commence en Amérique du Sud, avec Bumblebee qui a pour mission d'implanter un virus dans les transmissions des Decepticons afin que les Autobots puissent surveiller leurs communications. Mais l'autobot se retrouve pris dans une embuscade juste après. Heureusement, il parvient à repousser les ennemis grâce à l'arriver d'Optimus Prime et Sideswipe.
Plus tard, Ironhide et Ratchet sont envoyés à Détroit afin de repousser les decepticons qui ont saccagé la ville. Mais Ratchet se retrouve capturé par Mixmaster qui l'endommage gravement. Mais le médecin autobot parvient à se relever. Wheeljack en profite alors pour livrer à Ironhide une nouvelle arme censée détruire le blindage de Mixmaster. Ironhide parvient plus tard à le retrouver avant de l'éliminer d'un tir en pleine tête.
En Amérique Centrale, Sideswipe découvre un temple Maya où se trouve une base Deceptcion. Mais l'autobot se retrouve capturé. Dino/Mirage et Bumblebee sont alors envoyés sur les lieux et parviennent à retrouver Sideswipe, mais se retrouvent en même temps attaqués par Starscream. Ce dernier parvient à s'enfuir. Après le combat, les trois autobots voient un vaisseau decepticon s'envoler vers l'espace. 
À ce moment, Soundwave coupe les communications satellite des autobots. Megatron lui ordonne ensuite de trouver et détruire une base du NEST cachée sur une île du Pacifique Sud qu'contiendrait des données et des armes de haute technologies (Mech Tech) pour les Autobots. Après avoir atterri sur cette île, Soundwave s'introduit dans la base et découvre qu'elle a été construite à l'intérieur d'un volcan et que ce dernier est contrôlé par des stabilisateurs volcaniques qui empêchent l'éruption. Soundwave parvient à détruire les stabilisateurs et à s'enfuir in extremis avec des données qu'il a récupéré avec Laserbeak. 
Cependant, le reste des armes est transporté par l'autobot Stratosphère vers une autre base du NEST mais cachée dans des montagnes au Népal. Starscream parvient à retrouver Stratosphère et à le détruire après avoir détruit les armes.
De retour à la base Decepticon en Sibérie, Starscream rapporte un échantillon d'arme Mech Tech à Megatron afin qu'il puissent se servir de cette technologie contre leurs ennemis Autobots. Mais Megatron réagit violemment et frappe Starscream car il venait de faire une bêtise : l'arme Mech Tech que Starscream a rapporté contenait un système de localisation, ce qui veut dire qu'il a accidentellement conduit les Autobots jusqu'à Megatron. Furieux, ce dernier décide de se venger en drainant son énergie, mais Soundwave lui annonce que les Autobots ont réussi à infiltrer la base.
Megatron décide alors de retrouver son allié Shockwave et de le libérer de sa cryo-stase. Guidé par Soundwave, Megatron traverse les tunnels de la base jusqu'à arriver à la salle où est emprisonné Shockwave. Mais au moment où il s'apprête à le libérer, Optimus Prime le rejoint pour l'affronter. Après un duel entre les deux frères, Megatron parvient à envoyer Optimus au tapis. Il ouvre ensuite la cryo-stase et y laisse Optimus endommagé.
Megatron s'enfuit discrètement tandis que Optimus Prime affronte Shockwave qui a réussi à se libérer de sa cryo-stase. Mais à l'arrivée des Autobots, Shockwave s'enfuit avec l'aide du Driller.
Il rejoint ensuite Megatron, Strascream et Soundwave en Afrique. Megatron lui demande de récupérer un objet à Tchernobyl. Il clame ensuite que rien ne pourra arrêter "L'Opération Pillar" et que Cybertron retrouvera toute sa gloire.
La suite des évènements se trouve dans le film.

## Voix françaises
- Patrice Melennec : Optimus Prime
- Bruno Carna : Megatron
- Pascal Casanova : Ironhide, Lockdown (Wii/N3DS/NDS), Protectobot Warrior (bleu) (Édition Stealth Force) et les soldats Autobots
- Cyrille Monge : Starscream et Omnibot Warrior (vert) (Édition Stealth Force)
- Philippe Dumond : Ratchet
- Paul Borne : Soundwave
- Bernard Métraux : Wheeljack, les soldats Decepticons et voix additionnelles
- Guillaume Lebon : Mirage
- Marc Saez : Breakaway, Silverbolt, Omnibot / Stunticon Scout (Édition Stealth Force) et les soldats Autobots
- Martial Le Minoux : Air Raid, le livreur du NEST, Crowbar (NDS), Stunticon Sniper (Édition Stealth Force) et Omnibot Warrior (chapitre V)
- Marc Alfos : Warpath, Mixmaster, Shockwave / Stunticon Sniper (blanc) (Édition Stealth Force), Stunticon Scout (NDS) et les soldats Decepticons
- Marc Bretonnière : le major Reynolds et voix additionnelles
- Nessym Guetat : le travailleur des scientifiques au Secteur 7, Bumblebee / Omnibot Warrior / Combaticon Scout (Édition Stealth Force) et voix additionnelles
- Laëtitia Lefebvre : la travailleuse des scientifiques au Secteur 7